# Supiori
Supiori (en indonesio: Pulau Supiori) es una isla de las islas Schouten del distrito (Kabupaten) de Supiori, en la provincia indonesia de Papúa. Está al oeste de la bahía de Cenderawasih y está separada de Biak por un angosto estrecho. 
La isla tiene unos 40 km de largo y un promedio de 25 km de ancho. El área es de 659 km². Supiori es montañosa y cubierta de grandes extensiones de bosque tropical lluvioso. Gran parte ha sido designada como una reserva natural. El punto más alto esta a 1034 metros de altura. El suelo se compone principalmente de piedra caliza de coral. Las principales ciudades de la isla están en la costa sur como Yenggarbun y Korido en la costa norte. Antes de 1963, la isla era parte de Nueva Guinea holandesa.